# Donji Zbilj
Donji Zbilj es una localidad de Croacia situada en el municipio de Desinić, en el condado de Krapina-Zagorje. Según el censo de 2021, tiene una población de 104 habitantes.